# Estanislao Alcaraz y Figueroa
Estanislao Alcaraz y Figueroa (* 23. Oktober 1918 in Pátzcuaro, Michoacán, Mexiko; † 13. Juli 2006) war ein mexikanischer Geistlicher und römisch-katholischer Erzbischof von Morelia.

## Leben
Sabás Magaña García empfing am 19. Dezember 1942 das Sakrament der Priesterweihe.
Am 20. Januar 1959 ernannte ihn Papst Johannes XXIII. zum ersten Bischof des im Vorjahr neugegründeten Bistums Matamoros. Die Bischofsweihe spendete ihm der Erzbischof von Morelia, Luis María Altamirano y Bulnes, am 12. April desselben Jahres. Mitkonsekratoren waren Salvador Martínez Silva, Weihbischof in Morelia, und der Bischof von Tampico, Ernesto Corripio y Ahumada.
Er nahm als Konzilsvater an der ersten, zweiten und vierten Sitzungsperiode des Zweiten Vatikanischen Konzils teil.
Am 3. März 1968 wurde er zum Bischof von San Luis Potosí ernannt. Am 3. Juli 1972 ernannte ihn Papst Paul VI. zum Erzbischof von Morelia.
Papst Johannes Paul II. nahm am 20. Januar 1995 seinen altersbedingten Rücktritt an.